# Urostrophus
Genre
Urostrophus est un genre de sauriens de la famille des Leiosauridae.

## Répartition
Les espèces de ce genre se rencontrent en Argentine, en Bolivie et au Brésil.

## Liste des espèces
Selon The Reptile Database (21 mars 2013) :
- Urostrophus gallardoi Etheridge & Williams, 1991
- Urostrophus vautieri Duméril & Bibron, 1837

## Étymologie
Le nom de ce genre, Urostrophus, vient du grec oura signifiant « queue » et strophos signifiant « corde tressée », en référence au fait que les espèces de ce genre possèdent une queue préhensile.

## Publication originale
- Duméril & Bibron, 1837 : Erpétologie Générale ou Histoire Naturelle Complète des Reptiles. Librairie. Encyclopédique Roret, Paris, vol. 4, p. 1-570 (texte intégral).